# Fraueneishockey-Bundesliga 2016/17
Die Saison 2016/17 ist die 29. Austragung der Fraueneishockey-Bundesliga in Deutschland. Die Ligadurchführung erfolgt durch den Deutschen Eishockey-Bund. Die Hauptrunde begann mit ihrem ersten Spieltag am 24. September 2016 und endete am 12. März 2017. Die Mannschaft des ESC Planegg gewann zum siebten Mal den deutschen Meistertitel.

## Modus
Wie in der Vorsaison spielten die Bundesliga-Vereine zunächst eine Doppelrunde aus. Der Sieger der Doppelrunde wurde der Deutsche Meister. Die bisherige Drei-Punkteregelung wurde beibehalten, so dass bei einem Sieg in der regulären Spielzeit der Sieger drei Punkte, der Verlierer gar keinen Punkt erhielt. Bei einem Unentschieden nach der regulären Spielzeit erhielten beide Mannschaften jeweils einen Punkt. Der Sieger des anschließenden Penaltyschießens erhielt einen Zusatzpunkt.

## Teilnehmende Mannschaften
- ESC Planegg/Würmtal
- EC Bergkamen
- Eisladies Berlin
- ECDC Memmingen
- ERC Ingolstadt
- Maddogs Mannheim
- Hannover Lady Scorpions

Die Liga begann mit den 7 Mannschaften der Vorsaison, die die Saison beendet hatten – obwohl die Mannschaft der Hannover Lady Scorpions ursprünglich vom Stammverein nicht mehr gemeldet werden sollte.

## Tabelle
Abkürzungen: S = Sieg nach regulärer Spielzeit, SOS = Shoot-Out-Sieg (Sieg nach Penaltyschießen), SON = Shoot-Out-Niederlage (Niederlage nach Penaltyschießen), N = Niederlage nach regulärer Spielzeit, (M) = Meister der Vorsaison
| Platz | Mannschaft              | Spiele | S  | SOS | SON | N  | Tore    | Punkte |
| ----- | ----------------------- | ------ | -- | --- | --- | -- | ------- | ------ |
| 1.    | ESC Planegg/Würmtal     | 24     | 21 | 0   | 0   | 3  | 147:033 | 63     |
| 2.    | ERC Ingolstadt          | 24     | 19 | 1   | 0   | 4  | 122:039 | 59     |
| 3.    | ECDC Memmingen (M)      | 24     | 18 | 0   | 1   | 5  | 115:034 | 55     |
| 4.    | EC Bergkamener Bären    | 24     | 10 | 1   | 0   | 13 | 076:051 | 32     |
| 5.    | OSC Berlin              | 24     | 9  | 0   | 1   | 14 | 079:092 | 28     |
| 6.    | Mad Dogs Mannheim       | 24     | 4  | 0   | 0   | 20 | 025:141 | 12     |
| 7.    | Hannover Lady Scorpions | 24     | 1  | 0   | 0   | 23 | 020:194 | 3      |